# Cuarto de hotel
Cuarto de hotel es una película de drama mexicana de 1953 dirigida por Adolfo Fernández Bustamante y protagonizada por Lilia Prado, Roberto Cañedo y Sara Guasch.
La dirección de arte de la película estuvo a cargo de Edward Fitzgerald. 

## Argumento
Un matrimonio viaja a la ciudad y se hospeda en un hotelucho, pero al salir él es golpeado y termina en el hospital.

## Reparto
- Lilia Prado como Consuelo Vázquez.
- Roberto Cañedo como Miguel Barrera.
- Sara Guasch como Sarita (como Sara Guash).
- Quintín Bulnes como Pocaluz.
- Guillermo Álvarez Bianchi como Don Eladio.
- Carolina Barret como Flora.
- Gilberto González como El chueco.
- Roberto Y. Palacios como Don Roberto, jefe chino (como Roberto 'Chino' Palacios).
- Maty Huitrón como Bailarina.
- Salvador Quiroz como Hombre robado.
- Jaime Jiménez Pons como Ezequiel.
- María Gentil Arcos como Panchita.
- Joaquín Roche como Agente de policía.
- Roberto Meyer como Cliente libidinoso del hotel.
- Víctor Alcocer como Mariachi.
- Jorge Alzaga como Chofer de camión (no acreditado).
- Guillermo Bravo Sosa como Paciente de hospital (no acreditado).
- Gloria Cansino como Mujer en comisaria (no acreditada).
- Jorge Casanova como Amigo de Pocaluz (no acreditado).
- Rafael Estrada como Amante de Sarita (no acreditado).
- Georgina González como Chica transeúnte (no acreditada).
- Hilda Grey como Mujer en hospital de mujeres (no acreditada).
- Miguel Ángel López como Enfermero de hospital (no acreditado).
- Paco Martínez como Portero anciano (no acreditado).
- Pepe Martínez como Comisario (no acreditado).
- Héctor Mateos como Empleado de tienda (no acreditado).
- Ángel Merino como Juan, enfermero de hospital (no acreditado).
- Kika Meyer como Mujer en hospital de mujeres (no acreditada).
- Inés Murillo como Enfermera en hospital de mujeres (no acreditado).
- Bruno Márquez como Doctor (no acreditado).
- Polo Ramos como Taxista (no acreditado).
- Alicia Reyna como Puestera que vende piquete (no acreditada).
- Carlos Riquelme como Locutor (no acreditado).
- Carlos Robles Gil como Hombre en restaurante (no acreditado).
- Humberto Rodríguez como Cartero (no acreditado).
- Ángela Rodríguez como Enfermera (no acreditada).
- Hortensia Santoveña como Beata redentora (no acreditada).
- Manuel Trejo Morales como Doctor en hospital de mujeres (no acreditado).
- Alfredo Varela padre como Don Mauricio (no acreditado).